# Epipsylla yunnanica
Epipsylla yunnanica är en insektsart som beskrevs av Yang och Li 1984. Epipsylla yunnanica ingår i släktet Epipsylla och familjen rundbladloppor. Inga underarter finns listade i Catalogue of Life.